# Justin Hardee
Justin Hardee (Cleveland, 7 febbraio 1994) è un giocatore di football americano statunitense che milita nel ruolo cornerback per i Cleveland Browns della National Football League (NFL).

## Carriera universitaria
Dopo aver frequentato la Glenville High School di Cleveland, Ohio, frequenta l'Università dell'Illinois - Urbana-Champaign, dove ha modo di militare con una certa continuità di prestazioni in forza ai Fighting Illini.

## Carriera professionistica

### Houston Texans
Nel maggio 2017 viene ingaggiato come undrafted free agent dagli Houston Texans, salvo essere poi messo sul mercato il 2 settembre successivo a causa del raggiungimento del limite di giocatori nella rosa attiva.

### New Orleans Saints
Cinque giorni più tardi si accasa ai New Orleans Saints, ottenendo la promozione alla rosa attiva al termine del mese. Debutta tra i professionisti il 24 settembre 2017, nel match di week 3 vinto contro i Carolina Panthers (34-13). Nella gara di week 9 vinta contro i Tampa Bay Buccaneers (30-10) blocca un punt dell'avversario Bryan Anger, convertendolo in un touchdown per i Saints e guadagnando la nomina a giocatore speciale della NFC della settimana. Viene riconfermato per altre tre annate.

### New York Jets
Il 18 marzo 2021 si trasferisce ai New York Jets. Debutta con la nuova franchigia il 12 settembre seguente, nella gara della settimana 1 persa contro i Panthers (14-19). Nel 2022 viene convocato per il suo primo Pro Bowl come special teamer.

### Cleveland Browns
Il 2 aprile 2024 Hardee firma con i Cleveland Browns. Il 27 agosto viene svincolato, dopo di che rifirma con la squadra di allenamento.

## Palmarès
- Convocazioni al Pro Bowl: 1

2022